# La Ferme des animaux (téléfilm)
Pour les articles homonymes, voir La Ferme des animaux (homonymie).
Pour plus de détails, voir Fiche technique et Distribution.
La Ferme des animaux (Animal Farm) est un téléfilm américain réalisé par John Stephenson d'après le livre La Ferme des animaux de George Orwell, et diffusé le 3 octobre 1999 sur TNT et en décembre 2004 en France.

## Synopsis
Les animaux d'une ferme se révoltent contre le fermier et instaurent une nouvelle gouvernance, peut-être encore pire…

## Fiche technique
Genre : cinéma fantastique

## Distribution originale
- Kelsey Grammer : Boule-de-Neige (voix)
- Ian Holm : Babillard (voix)
- Julia Louis-Dreyfus : Muriel (voix)
- Patrick Stewart : Napoleon (voix)
- Julia Ormond : Jessie (voix)
- Pete Postlethwaite : M. Jones, le fermier / Benjamin (voix)
- Paul Scofield : Boxer (voix)
- Peter Ustinov : Sage l'Ancien (voix)

## Doublage français
- Dominique Paturel : Boule-de-Neige
- Gérard Rinaldi : Babillard
- Claire Nadeau : Muriel
- Féodor Atkine : Napoléon
- Pascal Renwick : M. Jones
- François Marthouret : Boxer
- Roger Carel : Sage l'Ancien
- Pierre Santini : M. Pilkington

## Récompenses
Récompenses
- Fantasporto :
  - Meilleurs effets spéciaux 2000
- Genesis Awards (en) :
  - Meilleur téléfilm 2000

Nominations
- Saturn Award :
  - Saturn Award du meilleur téléfilm 2000
- Fantasporto :
  - Meilleur film 2000
- Primetime Emmy Award :
  - Meilleur montage sonore pour une minisérie, un téléfilm ou un programme spécial 2000